# Deux-Sèvres
Deux-Sèvres é um departamento da França localizado na região Nova Aquitânia. Sua capital é a cidade de Niort.

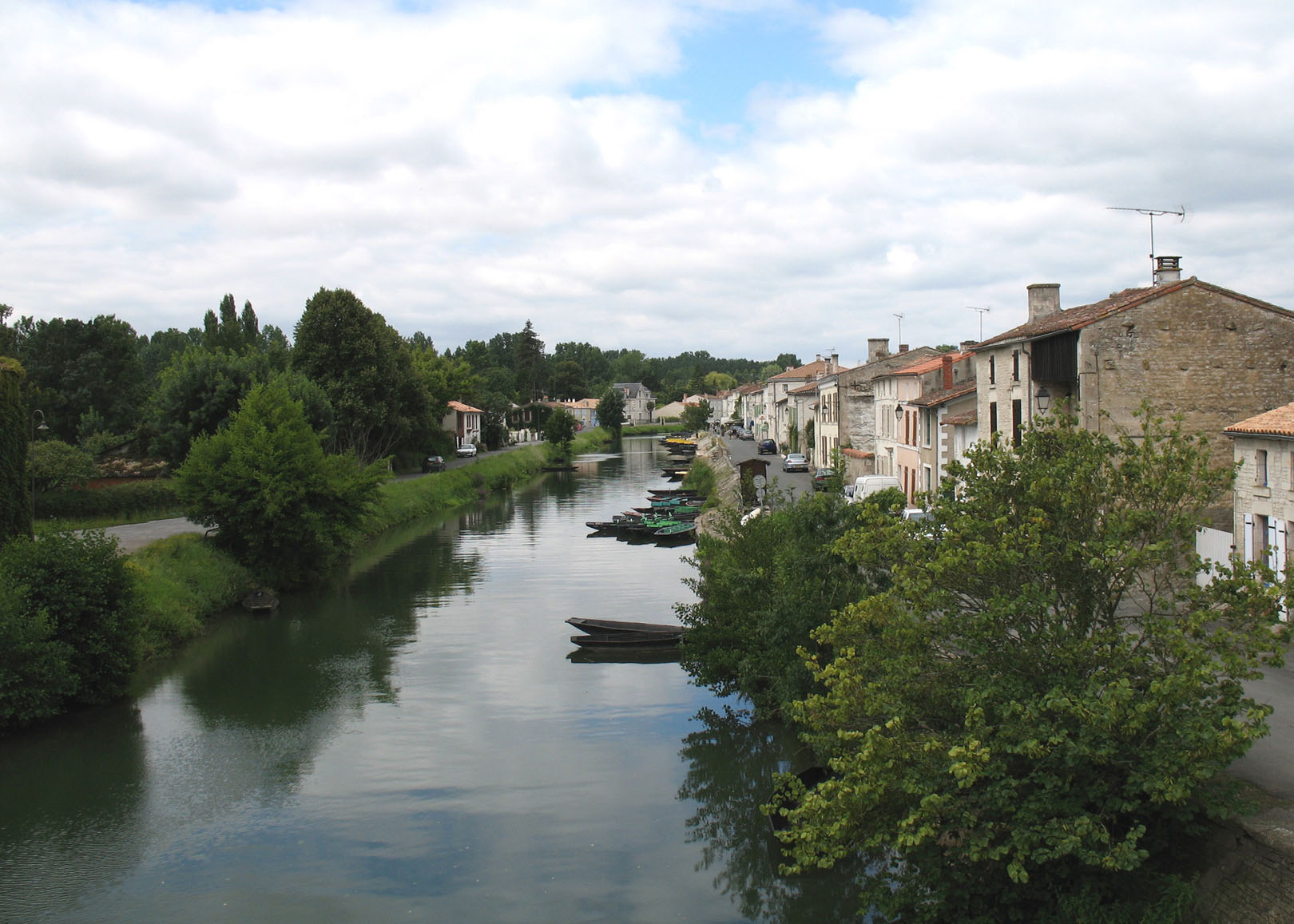
Coulon, Quai Louis Tardy

## Niort
Niort